# 安藤基能
安藤 基能（あんどう もとよし、生年不詳 - 元亀3年12月22日（1573年1月25日））は、戦国時代の武将。安藤家重の長男。妻は石川清兼の娘。子に直次、重信、次基、山田吉勝妻がいる。通称杢助。

## 略歴
徳川家康に仕え、旗奉行を務めた。元亀3年（1572年）12月22日、三方ヶ原の戦いで討死。
法名道賢。